# Maisie Williams
Maisie Williams (1997. április 15. –) brit színésznő.
Első és máig leghíresebb szerepe az HBO Trónok harca című fantasysorozatában Arya Stark, egy fiús kislány a nemes Stark-családból. Williams nagy elismerést kapott a mellékszerepben nyújtott alakításáért; a Zap2it weboldal „csodálatosan bátornak”, a The Daily Telegraph pedig „fantasztikusnak” nevezte.
2015-ben a népszerű brit sci-fi sorozat, a Ki vagy, doki? 9. évadjában játszott egy fontos mellékszereplőt, az Ashildr nevű viking lányt, aki örök életet kap a Doktortól.

## Élete
Margaret Constance Williams 1997. április 15-én született Bristolban, Hilary Pitt (jelenleg Hilary Frances) egyetemi tanfolyam adminisztrátor gyermekeként, aki később feladta állását, hogy támogassa lánya színészi karrierjét. Williams szülei négy hónapos korában váltak el egymástól. Négy testvére közül a legfiatalabbként, Williams anyja és mostohaapja nevelte fel egy három hálószobás önkormányzati házban a somerseti Clutton faluban.
Kisgyermekkorától kezdve, "amikor még pici volt", Williams mindig is "Maisie"-ként volt ismert, becenevét azért kapta, mert úgy vélték, hogy hasonlít a The Perishers című brit újság képregényének rajzfilmfigurájára. Williams a Clutton Általános Iskolába és a Norton Hill Iskolába járt Midsomer Nortonban, mielőtt átjelentkezett a Bath Dance College-ba előadóművészetet tanulni, ahol musical színház, balett, pointe, sztepp, street, freestyle, torna és trambulin oktatásban részesült, azzal a céllal, hogy profi táncos legyen. Néhány évig otthon tanult. Az iskolát 14 évesen hagyta ott, mielőtt letette volna a középiskolai érettségi vizsgáit (amelyekre a jóslatok szerint jó jegyeket kapott volna), részben azért, mert személyes nehézségekbe ütközött, amikor egy népszerű tévésorozat főszereplőjeként visszament a szokásos iskolájába, másrészt pedig azért, mert színészi karrierje sikeresen indult.

## Filmográfia

### Film
| Év   | Magyar cím                            | Eredeti cím                            | Szerep                  | Magyar hang   |
| ---- | ------------------------------------- | -------------------------------------- | ----------------------- | ------------- |
| 2012 |                                       | The Olympic Ticket Scalper (rövidfilm) | Scraggly Sue            |               |
| 2012 | Gyilkos sivatag                       | Heatstroke                             | Jo O'Malley             | Hermann Lilla |
| 2013 |                                       | Up on the Roof (rövidfilm)             | Trish                   |               |
| 2014 | Az érem két oldala                    | Gold                                   | Abbie                   |               |
| 2015 | Eszmélet                              | The Falling                            | Lydia Lamont            | Pekár Adrienn |
| 2016 | A szeretet könyve                     | The Book of Love                       | Millie Pearlman         | Pekár Adrienn |
| 2017 |                                       | iBoy                                   | Lucy Walker             |               |
| 2017 | Mary Shelley – Frankenstein születése | Mary Shelley                           | Isabel Baxter           |               |
| 2018 | Ősember – Kicsi az ős, de hős!        | Early Man                              | Puska (hangja)          | Pekár Adrienn |
| 2018 |                                       | Stealing Silver (rövidfilm)            | Leonie                  |               |
| 2018 |                                       | Corvidae (rövidfilm)                   | Jay                     |               |
| 2019 | Indulás                               | Then Came You                          | Skye                    | Pekár Adrienn |
| 2020 | Az új mutánsok                        | The New Mutants                        | Rahne Sinclair / Farkas | Pekár Adrienn |
| 2020 | A tulajok                             | The Owners                             | Mary / Jane Vorrel      | Pekár Adrienn |

### Televízió
| Év        | Magyar cím            | Eredeti cím                 | Szerep                   | Megjegyzések                                  |
| --------- | --------------------- | --------------------------- | ------------------------ | --------------------------------------------- |
| 2011–2019 | Trónok harca          | Game of Thrones             | Arya Stark               | - főszereplő - magyar hangja: - Pekár Adrienn |
| 2012      |                       | The Secret of Crickley Hall | Loren Caleigh            | 3 epizód                                      |
| 2014      | Robotcsirke           | Robot Chicken               | több szereplő hangja     | 2 epizód                                      |
| 2015      | Az internetes zaklató | Cyberbully                  | Casey Jacobs             | - tévéfilm - magyar hangja: - Pekár Adrienn   |
| 2015      | Ki vagy, doki?        | Doctor Who                  | Ashildr                  | 4 epizód                                      |
| 2019–2021 |                       | Gen:Lock                    | Cammie MacCloud (hangja) | 8 epizód                                      |
| 2020      |                       | Two Weeks to Live           | Kim Noakes               | főszereplő (6 epizód)                         |
| 2022      |                       | Pistol                      | Pamela "Jordan" Rooke    | minisorozat (6 epizód)                        |
| 2024      |                       | The New Look                | Catherine Dior           | főszereplő (9 epizód)                         |

### Videóklipek
- Seafret – Oceans (2015)
- The Vamps – Rest Your Love (2015)
- Pentatonix – Sing (2015)
- Gardna – Sunday (2015)
- Freya Ridings – You Mean the World to Me